# Mustonen (sjö i Pieksämäki, Södra Savolax)
Mustonen är en sjö i kommunen Pieksämäki i landskapet Södra Savolax i Finland. Arean är 34 hektar och strandlinjen är 3,43 kilometer lång. Sjön  ingår i Vuoksens huvudavrinningsområde.   Den ligger omkring 67 kilometer norr om S:t Michel och omkring 270 kilometer nordöst om Helsingfors. 
Mustonen ligger öster om Kukkarojärvi. 